# Саломон Штрікер
Саломон Штрікер (нім. Salomon Stricker; 1 січня 1834, Нейштадт — 2 квітня 1898, Відень) — австро-угорський біолог, ембріолог, анатом і гістолог.

## Біографія та діяльність
Вивчав медицину і природничі науки у Віденському університеті. Здобувши вищу освіту, працював асистентом Ернста Вільгельма фон Брюке на кафедрі фізіології. У 1862 році захистив докторську дисертацію з ембріології та з цього ж року читав лекції з ембріології в ролі приват-доцента Віденського університету. У 1866 році став ад'юнктом і був допущений до проведення експериментів в університетській клініці. У 1868 році призначений екстраординарним професором і директором факультету загальної та експериментальної патології у тому ж навчальному закладі. У 1872 році отримав звання ординарного професора.
Працював над розвитком і гістологією нижчих хребетних, над кровообігом в капілярах, експериментальною патологією, написав і видав підручник з гістології, що вважався в ті часи одним із кращих.
Саломону Штрікеру приписують відкриття діапедезу еритроцитів і скорочення стінок судин, він також займався дослідженнями гістології рогівки ока і клітинного поділу.

## Наукові праці
- «Entwicklungsgeschichte von Bufo cinereus bis z. Erscheinen der äusseren Kiemen» («Sitz. Ber. Wiener Akad.», 1860);
- «Untersuchungen über die Entwicklung des Kopfs der Batrachier» («Archiv f. Anatom.», 1864);
- «Untersuchungen über die Entwicklung der Bachforelle» («Sitz. Ber. Wiener Akad.», 1865—1866);
- «Studien über den Bau und das Leben der capillaren Blutgefässe» (Відень, 1865);
- «Beiträge zur Kenntnis des Hühnereies» («Sitz. Ber. Wiener Akad.», 1866);
- «Handbuch der Lehre von den Geweben der Menschen u . der Thiere» (у співавт. з Кюне, Вальдейером, Максом Шульце та іншими, Лейпциг, 1871—1872);
- «Beobachtungen über die Entstehung des Zellkernes» (Відень, 1877).